# Emine Ülker Tarhan
Pour les articles homonymes, voir Tarhan.
Emine Ülker Tarhan (prononcé [e'mine ylk'eɾ taɾ'han]) (née le 26 novembre 1963 à Tarsus dans la province de Mersin) est une juriste et femme politique turque, députée du Parti républicain du peuple (CHP, parti nationaliste de centre-gauche) dans la circonscription d'Ankara I lors de la 24e législature à la Grande Assemblée nationale de Turquie. Elle y assure pendant deux ans la présidence de son groupe parlementaire.

## Biographie
Après avoir exercé la profession d’avocate elle siège à la 4e chambre pénale de la Cour de cassation de 2001 à 2011. En 2006 elle fonde l'Union des magistrats et des procureurs de la République (en turc Yargıçlar ve Savcılar Birliği ou YARSAV) et en assure la présidence. Elle démissionne de ses mandats de magistrate et de direction du YARSAV alors qu'elle est élue députée en 2011, après avoir rejoint les rangs du CHP.
Lors des manifestations de l'été 2013 (le mouvement Gezi) elle bloque le passage d'un véhicule blindé équipé d'un canon à eau en s'asseyant devant. Fazıl Say défendra alors sa nomination à la tête du CHP.
Elle démissionne de son parti le 31 octobre 2014 en évoquant la dérive autoritaire de la direction de son parti et la faiblesse des orientations politiques prises par Kemal Kılıçdaroğlu. Elle fonde le Parti anatolien avec d'autres dissidents du CHP, de l'ANAP et du BDP.
Après les élections législatives de juin 2015 elle perd son siège de député et le parti qu'elle dirige récolte près de 0,06 % des suffrages exprimés.
Emine Ülker Tarhan est mariée, a deux enfants et parle l'anglais,.